# جون كرولي (محامي)
جون كرولي (بالإنجليزية: John Crowley)‏ هو محامي أمريكي، ولد في 7 أبريل 1967 في إنغلوود في الولايات المتحدة ورئيس المنظمة الصناعية للتقانة الحيوية.